# Laurent De Cuyper
Laurent De Cuyper (c. 1528-1594), en latin Cuperus, est un carme flamand, actif dans les Pays-Bas méridionaux, durant la guerre de Quatre-Vingts Ans.
Mis en prison plusieurs fois par les protestants, il est libéré contre rançon. 
Évêque de Tournai, il laisse plusieurs écrits, bien qu'un grand nombre de ses œuvres manuscrites aient été perdues.

## Biographie

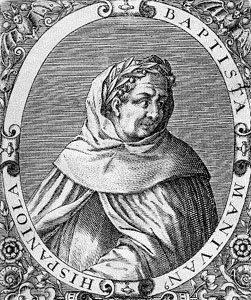
Le carme Baptiste Spagnoli (gravure XVIe)

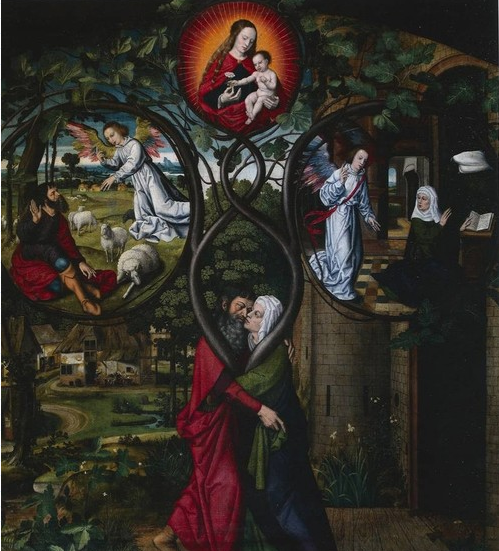
Généalogie de sainte Anne (par Ambrosius Benson)

Laurent De Cuyper est né à Grammont (Belgique), vers 1528. Entré dans l'ordre des carmes, il poursuit ses études à Cologne, après avoir obtenu une licence en théologie à l'université de Louvain. En 1577, il est nommé prieur  de la communauté de Bruxelles. En 1579, cette ville se range du côté des révoltés des Pays-Bas, signe l'Union d'Utrecht et devient une république calviniste. En 1581, année de la sécession des Provinces-Unies par l'Acte de La Haye, les protestants expulsent Laurent du couvent, l'emmènent à Berg-op-Zoom et le jettent en prison. Une fois relâché moyennant une forte somme d'argent, il est nommé provincial, en remplacement de P. Lupus, qui avait été assassiné par des calvinistes, le 9 avril 1580. Il devient ensuite le théologien et le conseiller de Jean de Vendeville, évêque de Tournai. En 1589, à Grammont, il est à nouveau emprisonné par des protestants et libéré contre rançon. À la mort de l'évêque de Tournai, en 1592, il retourne à Bruxelles. Il y décédera à son tour, le 29 mars 1594.

## Postérité
Un grand nombre d'œuvres manuscrites de Laurent de Cuyper ont été perdues : des commentaires exégétiques des livres d'Esther, Ruth, Esdras, Judith et Tobie, une Brabantiae chronica (Chronique du Brabant), une Historia merlosina (traduction latine du Roman de Merlusine de Jean d'Arras) et des Sermones de dominicis et festis (Sermons pour les dimanches et les fêtes). En revanche, on a conservé un recueil de vingt-trois sermons qui avait connu deux éditions, en 1583 et 1625, sous des titres différents : respectivement, Quatuor hominum novissima et Tuba novissima. Portant sur les fins dernières de l'être humain, ces homélies présentent encore un certain intérêt pour la pratique de l'Église, ne fût-ce que par le choix des citations tirées de l'Écriture et de la Tradition. Toujours en 1583, Laurent a publié un dialogue intitulé Ad spiritualis militiae studium paraclesis, dans lequel il s'attache à définir la vraie foi et à montrer comment elle se vit dans une lutte continuelle contre le monde, le démon et les passions. Il met ainsi particulièrement en évidence le concept d'armure spirituelle, lequel appartient à la tradition mystique carmélitaine. Son appartenance à l'ordre du Carmel se marque encore de deux autres manières. D'une part, il assure la publication, en quatre tomes, des œuvres complètes du poète et humaniste carme Baptiste Spagnoli, laquelle paraîtra chez J. Bellère à Anvers, en 1576. D'autre part, sur base de ses études bibliques, il compose en néerlandais une biographie de sainte Anne (mère de la Vierge Marie), qui connaîtra une première édition à Anvers en 1591, une traduction latine en 1592 et une seconde édition néerlandaise à Bruxelles en 1593.  Enfin, sous le titre Theatrum mundi minoris, il a traduit du français en latin un petit livre de Petrus Launaeus (Pierre de Laune), suivi d'un traité de ce dernier, intitulé De Hominis Excellentia.

### Œuvres
- Theatrum mundi minoris, sive Humanae calamitatis oceanus, Anvers, 1576; 1589; 1607.
- Ad spiritualis militiae studium paraclesis, s. l., 1583.
- Quatuor hominum novissima, Mors, Judicium, Infernus, gaudia Coeli, Cologne, 1583.
- Waerachtige historie van die heylighe-groot-moeder Christi S. Anne, Anvers, 1591; Bruxelles, 1593.
- B. Annae Christi Servatoris nostri aviae maternae ex optimis et vetustissimis Ecclesiae Doctoribus studiose collectae genealogia et vita, semotis hinc omnibus confictis quas veteres ignorarunt historiolis, Anvers, 1592.
- Tuba novissima, seu Conciones exquisitissimae de quatuor novissimis, Cologne, 1625.

### Études
- Eug. De Seyn, « De Cuyper (Laurent) », Dictionnaire biographique des Sciences, des lettres et des Arts en Belgique, Bruxelles, Editions L'Avenir, t. I,‎ 1936, p. 236, col. 2 - p. 237, col.1..
- I. Rosier, « De Cuyper (Laurent; Cuperus) », Dictionnaire de spiritualité ascétique et mystique, Paris, Beauchesne, t. III,‎ 1957, p. 66.